# Герб Комарна (Львівська область)
Герб Комарна — офіційний символ міста Комарно, затверджений 21 лютого 1997 року сесією Комарнівської міської ради.
Автор — Андрій Гречило.

## Опис
У синьому полі золота літера «К», під нею — золотий лапчастий хрестик.
Щит обрамований декоративним картушем і увінчаний срібною міською короною з трьома мерлонами.

## Зміст
Сигль «К» із хрестом уживався на гербі міста на печатках ХVІ ст. Ймовірно, що символи відображали географічне розташування Комарна на «крижовому гостинці».